# Farinata

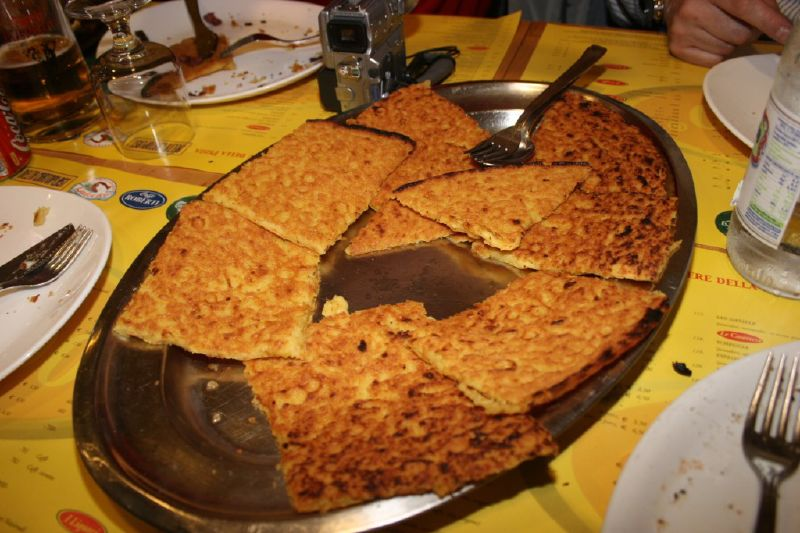
Farinata

Farinata pronúncia italiana: [fariˈnaːta], socca pronúncia italiana: [ˈsɔkka], torta di ceci pronúncia italiana: [ˈtorta di ˈtʃeːtʃi], ou cecina pronúncia italiana: [tʃeˈtʃiːna] é um tipo de panqueca ou crepe fino, de massa sem fermento, com farinha de grão-de-bico originária de Gênova e, mais tarde, uma comida típica da costa do Mar da Ligúria, de Nice até a ilha de Elba.

## História
A origem do prato é desconhecida, apesar de vários tipos de pão ázimo serem anteriores à história escrita, assim como o uso do grão-de-bico, e, presumivelmente, da farinha de grão de bico. Uma das histórias relata que a farinata teria sido inventada por um grupo de soldados romanos que torraram farinha de grão-de-bico em um escudo.